# Гринштейн, Александр Михайлович
Александр Михайлович Гринштейн (29 июля (10 августа) 1881, Тула — 8 августа 1959, Москва) — русский и советский невропатолог (невролог), доктор медицины (1910), профессор (1921), действительный член Академии медицинских наук СССР (академик с 1945), заслуженный деятель науки РСФСР (1945).

## Биография
Окончил медицинский факультет Московского университета и работал ординатором с 1906 до 1909 года в нервной клинике там же. Затем был ассистентом нервной клиники Московских высших женских курсов. С 1921 заведующий кафедрой нервных болезней, одновременно директор клиники нервных и душевных болезней, профессор Воронежского университета. Заведующий кафедрой нервных болезней Харьковского медицинского института, в 1940—1955 годах — 2-го Московского медицинского института. 
В конце 1952 был арестован по делу врачей, находился в заключении во внутренней тюрьме МГБ, освобождён в апреле 1953 года.
Похоронен на Введенском кладбище (3 уч.).

## Научная деятельность
Ученик В. К. Рота. Основные исследования посвящены вопросам анатомии, физиологии и патологии вегетативной нервной системы.

## Семья
Двоюродный брат — протозоолог Абрам Львович Бродский.

## Награды
Награждён орденом Трудового Красного Знамени.

## Публикации
Автор более 130 научных работ по проблемам анатомии, физиологии и патологии высшей нервной деятельности.
- Материалы к учению о проводящих путях. Corporis striati. M., 1910;
- Кожновисцеральная семиотика органических заболеваний нервной системы. Совр, психоневр., т. 6, № 5-6, с. 492, 1928;
- Локализация трофических функций в нервной системе. Физиол. журн., т. 21, в. 5-6, с. 861, 1936;
- Пути и центры нервной системы, 2 изд. М., 1946;
- Лечение сосудистых заболеваний путём операций на пограничном стволе. (Совместно с др.) Труды 3-го Всесоюз, съезда невропат. и психиат., с. 297, М., 1950;
- Проблема динамической локализации функций в эксперименте и клинике. Журн. невропат. и психиат., т. 56, № 12, с. 949, 1956;
- Вегетативные синдромы (совместно с Н. А. Поповой). Москва, 1971.